# Pstree (Unix)
pstree е команда в Unix-подобните операционни системи, показваща процесите като дърво. Коренът е или процеса init или процеса, чиито pid е подаден като параметър на командата.

## Примери
pstree pid – pstree идентификационен_номер_на_процес
```
user@host ~$ pstree 1066
rsyslogd─┬─{in:imjournal}
         └─{rs:main Q:Reg}

```

pstree user – pstree име_на_потребителя
```
root@host ~# pstree username
dbus-daemon───{dbus-daemon}

dbus-launch

bash───firefox─┬─6*{Analysis Helper}
               ├─{BgHangManager}
               ├─{Cache2 I/O}
               ├─{Compositor}
               ├─{GMPThread}
               ├─{Gecko_IOThread}
               ├─{Hang Monitor}
               ├─{ImageBridgeChil}
               ├─{ImageIO}
               ├─{JS Watchdog}
               ├─{Link Monitor}
               ├─{Socket Thread}
               ├─{SoftwareVsyncTh}
               ├─{StreamTrans #1}
               ├─{Timer}
               └─{gmain}

```